# Shahrestān di Elburz
Lo shahrestān di Elburz (farsi شهرستان البرز) è uno dei 5 shahrestān della provincia di Qazvin, il capoluogo è Alvand. Lo shahrestān è suddiviso in 2 circoscrizioni (bakhsh): 
- Centrale (بخش مرکزی)
- Mohammadiyeh (بخش محمدیه), con le città di Bidastan e Mohammadiyeh.